# Lipans
Els lipans o apatxes lipan eren un grup d'apatxes que parlava el lipan, una de les llengües atapascanes meridionals avui extingides i el territori tradicional dels quals abans del segle xvii incloïa els actuals estats de Texas, Nou Mèxic, Colorado i els estats mexicans del nord de Chihuahua, Nuevo León, Coahuila, i Tamaulipas. La majoria dels actuals lipans viuen al Sud-oest dels Estats Units, a Texas, Nou Mèxic i a la reserva índia de San Carlos a Arizona, així com en la tribu i reserva Mescalero de Nou Mèxic; alguns també viuen en zones urbanes i rurals de tot Amèrica del Nord (Mèxic, Estats Units i Canadà). Els Apatxe Lipan són una tribu reconeguda estatalment amb seu a Mcallen, Texas.

## Llengua
El lipan és una de les llengües atapascanes meridionals, que encara era parlada per dues persones en 1981 a la reserva Mescalero Apatxe, així com pels membres que viuen fora de la reserva areu d'Amèrica del Nord que s'esforcen per mantenir la llengua i la cultura viva.

## Sinonímia
El nom Lipán és una adaptació al castellà de la seva autodenominació Lépai-Ndé que reflecteix llur història migratòria. Els lipans també han estat coneguts com a  Querechos,  Vaqueros,  Pelones, Nde buffalo hunters, Eastern Apache, Apache de los Llanos, Lipan, Ipande, Ypandes, Ipandes, Ipandi, Lipanes, Lipanos, Lipanis, Lipaines, Lapane, Lapanne, Lapanas, Lipau, Lipaw, Apaches Lipan, Apacheria Lipana, i Lipanes Llaneros. El primer nom recollit és Ypandes.

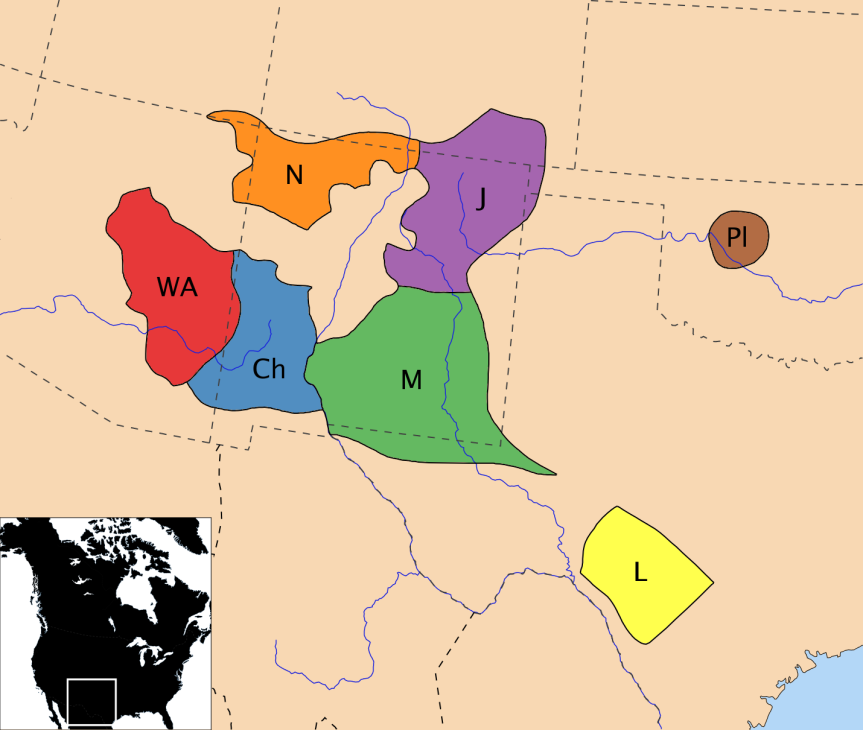
Territori apatxe en el segle XVIII: WA – Apatxes occidentals, N – Navahos, Ch – Chiricahua, M – Mescalero, J – Jicarilles, L – Lipan, Pl – Apatxe kiowa

## Bandes
Abans de 1750, els lipans van ser expulsats de les Grans Planes meridionals pels seus enemics comanxes i els seus aliats, anomenats Norteños. Els lipans divideixen en els següents grups o bandes.
Lipans orientals (Lipanes de arriba, "Upper Lipan", "Northern Lipan")
- Tséral tuétahä, Tséral tuétahäⁿ ("poble de pèl vermell"): es van fusionar més tard amb els Tche shä i Tsél tátli dshä, vivien al sud del riu Nueces a Texas, extingits pel 1884.
- Tche shä, Tche shäⁿ ("poble de la llúdria del sol"): vivien a San Antonio, Texas, al sud del riu Grande.
- Kó'l kukä'ⁿ, Kó´l Kahäⁿ, Cuelcahen Ndé ("Poble de l'herba alta"): vivien a les planures centrals de Texas al llarg de l'alt riu Colorado i els seus tributaris al sud del riu Pecos.
- Tchó'kanä, Tchóⁿkanäⁿ ("Gent que espolvoreja", "gent que frega"): es van fusionar més tard amb els Tcha shka-ózhäye, vivien a l'oest de Fort Griffin, Texas, al llarg de l'alt riu Colorado junt al marge occidental del riu Grande, extingits el 1884.
- Kóke metcheskó lähä, Kóke metcheskó lähäⁿ ("Poble dels mocassins en forma de bec"): vivien al sud de San Antonio cap al nord de Mèxic.
- Tsél tátli dshä, Tsél tátli dshäⁿ ("Gent de la muntanya verda"): es van fusionar més tard amb els Kóke metcheskó lähä, vivien a l'est del riu Grande al llarg del baix riu Guadalupe i el riu Nueces a Texas.
- Ndáwe qóhä, Ndáwe qóhäⁿ, Ndáwe ɣóhäⁿ ("Poble del foc", "Poble del campament circular"): vivien al sud-est de Fort Griffin, al llarg dels rius Colorado, San Saba i Llano fins a l'alt riu Nueces i els seus tributaris el riu Frio i riu Atascosa a Texas.
- Shá i'a Nde, Shá'i'ánde, Nde 'Shini, Shä-äⁿ ("Gent del nord"): el grup més septentrional dels lipans, va mantenir contactes amb els kiowa apatxe. Foren recol·locats a la força el 1884, quan 300 persones foren traslladades a l'Agència Washita a Oklahoma)
- Tsés tsembai ("Gent del caps de llop", "poble dels cossos d'homes"): vivien entre l'alt riu Brazos i el riu Colorado cap a l'oest.
- Te'l kóndahä, Te'l kóndahäⁿ ("Gent de les oques salvatges"): vivien a l'oest de Fort Griffin a Texas, al llarg de l'alt riu Colorado i els seus tributaris, foren guerrers de renom i ferotges.

Lipans occidentals (Lipanes de abajo, "Lower Lipan", "Southern Lipan")
- Tu'tssn Ndé, Tùn Tsa Ndé, Tú sis Ndé, Kúne tsá, Konitsaii Ndé ("Gent de les aigües grans"): antigament una banda Natage vivien a les Planes Costaneres del Golf cap a ambdós costats del riu Bravo cap a Coahuila, en 1765 la major part d'ells havia deixat San Lorenzo de Santa Cruz, se'n va anar a Mèxic i el seu territori s'estenia profundament a Coahuila, el seu territori va ser anomenat Konitsąąįį gokíyaa (País de la gent de l'aigua gran), la banda de Magoosh Tu' sis Nde podia haver-se unit als mescalero com else "Tuintsunde".
- Tsésh ke shéndé, Tséc kecénde ("Gent de la fusta pintada"): potser vivia antigament al llarg de l'alt riu Brazos, més tard marxaren a viure vora Lavón, Mèxic, extingits el 1884.
- Tindi Ndé, Tú'e Ndé, Tüzhä'ⁿ, Täzhä'ⁿ ("Poble de la muntanya"): vivien al llarg de l'alt riu Grande, al sud de Nou Mèxic i al nord de Mèxic, pel 1850 estaven en contacte proper amb els mescalero.
- Tcha shka-ózhäye, Tchaⁿshka ózhäyeⁿ ("Poble dels petits eslips"): vivien al llarg de la riba oriental del riu Pecos a Texas, eren aliats dels Nadahéndé o Natage (que més tard esdevingueren mescalero i salinero).
- Twid Ndé, Tú’é'diné Ndé ("Gent dura del Desert", "Gent sense aigua"): es van traslladar al nord i, per tant, lluny de la zona del Golf, més tard vivien entre el riu Grande i el riu Pecos, prop de la unió dels dos. Allà es barrejaren amb els mescaleros i es van fusionar posteriorment com a Tuetinini amb els mescalero, els Tú sis Ndé (“Gent de la Gran Aigua”) que van tractar de romandre més a prop del seu antic territori al golf, però que finalment foren conduïts a Mèxic, són de vegades molt crític amb els Twid Ndé perquè han estat classificats com a mescaleros o part mescalero.[6]
- Zit'is'ti Nde, Tséghát’ahén Nde, Tas steé be glui Ndé ("Gent de la pedra lligada al cap"): duien un turbant vermell al cap com els seus veïns mescaleros, vivien als deserts al nord de Mèxic.

Addicionalment hi ha les següents bandes:
- Bi'uhit Ndé, Buii gl un Ndé ("Gent de molts collars"): vivien als deserts i planes altes de Nou Mèxic i el nord de Mèxic.
- Ha'didla 'Ndé, Goschish Ndé ("Gent del llampec"): vivien a la part inferior de la Vall del Riu Grande al sud de Texas, a l'estat mexicà de Tamaulipas, actualment els descendents viuen a la zona del baix Riu Bravo (Ranchería El Calaboz).
- Zuá Zuá Ndé ("Gent del pous de lava"): vivien als llits de lava de l'est de Nou Mèxic i nord-oest de Texas.
- Jumano Ndé, Suma Ndé (Jumano Apatxe - “Gent pintada de fang vermell”): vivien al baix i mitjà riu Grande, al riu Nueces, el riu Frio, i la conca del riu Conchos, avui els descendents vivien a l'alt i baix riu Grande, oest de Texas (El Polvo (Redford), El Mesquite, El Conejo, El Mulato Chihuahua).
- Indantųhé Ndé, Nakaiyé Ndé (“Gent del clan mexicà”): Mexicans barrejats amb bandes lipans quan es refugiaren a Mèxic.

Els espanyols associaren als lipans els següents grups:
- Lipiyánes (també Lipiyán, Lipillanes, una coalició de grups dissidents dels Nadahéndé, Guhlkahéndé i lipan del segle xviii sota el lideratge de Picax-Ande-Ins-Tinsle (Braç Fort), que van lluitar i resistir els comanches a les planures)
- Natagés (Nah-tah-hay, also Natagees, Apaches del Natafé, Yabipais Natagé, Natageses, Natajes, de Nadahéndé – "Poble del mescal", grup apatxe original que es convertiria en mescalero i salinero, sovint eren anomenats pels espanyols i apatxes mateixos veritables apatxes, que havien tingut una influència considerable en la presa de decisions d'algunes bandes lipans occidentals al segle xviii)
- Ypandes (Ypandis, Ipandes, Ipandi, Lipanes, Lipanos, Lipaines, Lapane, Lipanis, Lipan,

una vegada van viatjar des del riu Pecos a l'est de Nou Mèxic a l'alt riu Colorado, riu San Saba i riu Llano del centre de Texas a través de l'altiplà d'Edwards al sud-est del Golf de Mèxic, eren aliats propers a aquests Natagés, pel que sembla la certesa que ells eren la divisió Lipan de les Planures (Golgahį́į́, Kó'l kukä'ⁿ- “homes de la pradera”), no s'han de confondre amb els Lipiyánes o Le Panis (nom francès pels pawnees). Foren esmenats per primer cop el 1718 co a establits a la nova vila de San Antonio, Texas.)
- Llanero (El nom s'ha usat tradicionalment per a referir-se a diferents grups que caçaven bisons estacionalment a les grans planures, també referenciats a l'est de Nou Mèxic i oest de Texas. (vegeu també Carlanas.)
- Pelones (viuen lluny de San Antonio i del nord-est dels Ypandes al riu Rojo del Sud del centre-nord de Texas, tot i que podien aplegar 800 guerrers, més que Ypandes i Natagés plegats, eren descrits com a menys bel·licosos perquè tenien menys cavalls que els lipans de les planures, la seva població s'estima entre 1.600 i 2.400 persones, eren la divisió Lipan del bosc (Chishį́į́hį́į́, Tcici, Tcicihi - “Gent del bosc”, després de 1760 el nom Pelones no fou usat mai més pels espanyols per a referir-se a cap grup apatxe de Texas, els Pelones havien fugit pls comanxes sud i sud-oest, però mai es barrejaren amb la divisió Lipan de les planes conservant la seva identitat diferent, de manera que a Morris Edward Opler li van dir els seus informants lipan en 1935 que llur nom tribal era “Poble del Bosc”)

Llurs parents a l'oest i sud-oest en algun moment aliats en altes moment enemics, els mescalero, els van anomenar després de la seva localització i condicions de vida:
- Tuetinini ("Gent sense aigua"), anomenats pels lipan Twid Nde, "lipan occidental", perquè van viure la major part del temps als deserts, estepes i muntanyes)
- Tuintsunde ("Poble d'Aigua Grab"), canomenats pels lipan Tu`tssn Nde, "Lipan occidental", a causa que vivien a les valls dels rius de les planures del sud de Texas contra el Golf de Mèxic)

## Història

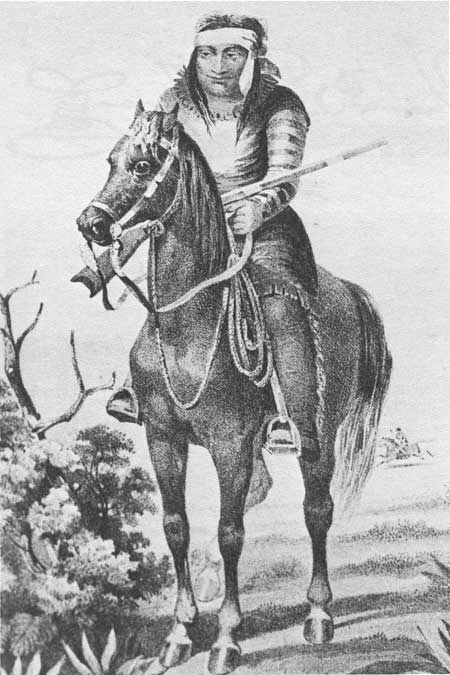
Guerrer lipan

Els lipans s'esmenten per primera vegada en els registres espanyols el 1718 quan van irrompre als assentaments espanyols de San Antonio. Sembla probable que els lipans es va establir a Texas durant l'última meitat del segle xvii. Es van moure cap al sud durant el segle xviii, on es van construir dues missions espanyoles, una a Coahuila en 1754 i una altra al riu San Sabá en 1757. Ambdues missions van ser cremades i abandonades. La missió de San Sabá va ser destruïda pels comanxes i els seus aliats. Durant 1757 els lipans estaven en guerra contra els hasinai. Els lipans participaren en una expedició espanyola contra els wichites i comanxes en 1759, però van ser derrotats en la batalla dels Pobles Bessons.
El seu territori es va estendre des del riu Colorado a riu Grande. Dos caps de grups locals lipan dirigien un total de 700 persones en 1762. Com que hi havia almenys uns altres 12 grups locals, Morris Edward Opler estima que la població era d'aproximadament 3.000-4.000 individus. S'estima un total de 6.000 el 1700.
Espanyols i lipans sovint entraren en conflicte quan Espanya van intentar envair i colonitzar el territori de Texas. Els espanyols van intentar neutralitzar els lipans amb l'alcohol, el que va provocar un conflicte entre lipans i mescaleros, fent-los econòmicament dependents de les mercaderies espanuoles, i a través de missioners. No és clar si els lipans van viure realment en les missions espanyoles, però per 1767 tot els lipans les havia abandonat per complet. En el mateix any, el marquès de Rubí van començar una política d'exterminació dels lipans des que el 1764 una epidèmia de verola havia delmat la tribu. No obstant això, una mica després, els lipans va concertar una aliança difícil amb Espanya amb la fi de la guerra contra els mescalero. L'aliança es va enfonsar abans de 1800. Uns altres enemics seriosos dels lipans eren els comanxes, que per cert també eren enemics d'Espanya. Molts historiadors citen l'agressió dels comanxes com a factor que porta a la migració dels lipans meridionals. A principis del segle xix els lipans van formar una aliança amb el comanxes per atacar als espanyols.
En 1869, les tropes mexicanes de Monterrey van ser portades a Zaragosa per eliminar els lipans, que van ser culpats de causar problemes. Les tropes van atacar molts camps lipans i els supervivents van fugir amb els mescaleros a New Mexico.
De 1875 a 1876 les tropes de l'Exèrcit dels Estats Units organitzaren campanyes militars conjuntes amb l'Exèrcit Mexicà per eliminar els lipans de Coahuila. El 1881, una gran campanya per la divisió de Díaz de l'Exèrcit Mexicà (ajudat per tropes nord-americanes) va obligar a marxar a tots els lipans de Coahuila a l'estat de Chihuahua.

## Caps
- Bigotes (mitjans s.XVIII) (en 1751 deixàTexas i amb els Kuné tsa travessà el riu Grande a Coahuila. Aleshores vivien al llarg de Rio Escondido i Rio San Rodrigo a Coahuila)
- Poca Ropa (ca. 1750 - ca. 1790) (Cap dels Tcha shka-ó´zhäye al llarg del baix riu Pecos)
- Cavezon (ca. ? - ca. 1780) (Cap dels Ndáwe qóhä, una banda poderosa del riu San Sabá junt a l'alt riu Nueces)
- Casimiro (s. XVIII) (Cap d'una banda del sud de Texas, potser de la Ha´didla`Ndé)
- Yolcna Pocarropa (ca. 1820 - ca. ?) (Cap de nombroses bandes dels Tcha shka-ó´zhäye a l'oest de Texas, 1830 els va conduir a través del riu Grande a Tamaulipas en Mèxic riu avall de Laredo)
- Cuelgas de Castro (ca. 1792 - ca. 1844) (Cap dels Tche shä al territori de San Antonio al llarg del riu Grande a Tamaulipas)
- Flacco (ca. 1790 - ca. 1850) (Cap dels Kóke metcheskó lähä a l'est i sud-est de San Antonio)
- Costalites (ca. 1820 - 1873) (Cap d'una banda, que vagava de Coahuila al sud-oest de Texas)
- Magoosh (Ma´uish) (ca. 1830 - 1900) (Cap dels Tu' sis Nde del sud-est de Texas, a causa d'una greu epidèmia una part d'aquesta banda es va anar a Zaragosa, en Coahuila, l'altra part de Magoosh es va refugiar amb els mescalero i els va acompanyar en 1870 a la reserva de Mescalero)